# Lygocoris vitticollis
Lygocoris vitticollis är en insektsart som först beskrevs av Reuter 1876.  Lygocoris vitticollis ingår i släktet Lygocoris och familjen ängsskinnbaggar. Inga underarter finns listade i Catalogue of Life.